# Rund um Berlin 1975
Rund um Berlin 1975 war die 69. Austragung des ältesten deutschen Eintagesrennens Rund um Berlin. Es fand am 16. August über 197 Kilometer statt. Es war das erste Rennen der Rennserie Woche des internationalen Radsports der DDR. Sieger wurde Eberhard Sanftleben.

## Rennverlauf
Start und Ziel war die Radrennbahn Berlin-Weißensee. Am Start waren rund 80 Radrennfahrer aus der Tschechoslowakei, der Schweiz, Polen, Ungarn, Rumänien, den Niederlanden, der Sowjetunion sowie Fahrer der Sportclubs und Betriebssportgemeinschaften (BSG) der DDR. Alle Fahrer der DDR-Nationalmannschaft waren am Start. Diese bestimmten weitgehend das Renngeschehen mit mehreren Attacken bis zum Kilometer 175. Dann initiierte Wolfgang Lötzsch eine neue Spitzengruppe. Aus dieser Gruppe setzten sich zehn Kilometer vor dem Ziel sechs Fahrer ab und bestritten das Finale. Eberhard Sanftleben gewann den Sprint auf der Radrennbahn knapp vor Lötzsch. Bis auf Hans-Joachim Hartnick hatten die Nationalfahrer den entscheidenden Vorstoß verpasst.

## Ergebnis
|     | Fahrer                | Verein/Land                | Zeit (h)  |
| --- | --------------------- | -------------------------- | --------- |
| 01. | Eberhard Sanftleben   | SC DHfK Leipzig            | 4:54:00 h |
| 02. | Wolfgang Lötzsch      | BSG Wismut Karl-Marx-Stadt | gl. Zeit  |
| 03. | Eberhard Schimbor     | SC Dynamo Berlin           | gl. Zeit  |
| 04. | Detlef Böhnisch       | SC Dynamo Berlin           | gl. Zeit  |
| 05. | Gottfried Preising    | SC Turbine Erfurt          | gl. Zeit  |
| 06. | Hans-Joachim Hartnick | SC Cottbus                 | gl. Zeit  |
| 0 … |                       |                            |           |